# Chester Kahapea
Chester Frank Kahapea (14 de março de 1945 - 4 de março de 2011) foi um cientista do solo norte-americano. Kahapea se tornou um símbolo da soberania do Havaí depois de uma famosa foto publicada em jornais de todo o Estados Unidos, segurando um exemplar da edição especial de Honolulu Star-Bulletin intitulado "Estado". Kahapea ficou conhecido na história do Estado como "a face de um estado do Havaí". Ele faleceu devido a esclerose lateral amiotrófica.